# Eburiaca sinopia
Eburiaca sinopia é uma espécie de coleóptero da tribo Eburiini (Cerambycinae). Com distribuição aos estados do Maranhão e Mato Grosso (Brasil).

## Sistemática
- Ordem Coleoptera
  - Subordem Polyphaga
    - Infraordem Cucujiformia
      - Superfamília Chrysomeloidea
        - Família Cerambycidae
          - Subfamília Cerambycinae
            - Tribo Eburiini
              - Gênero Eburiaca
                - Eburiaca sinopia (Martins, 1999)